# Benedictus Josephus Holvoet
Benedictus (Benoît) Josephus Holvoet (Dadizele, 27 februari 1763 - Mechelen, 24 januari 1838), was een politicus ten tijde van de Franse overheersing en daarna in het Verenigd Koninkrijk der Nederlanden. Hij was tevens advocaat.

## Levensloop
Hij was de zoon van Jacobus Holvoet, notaris en burgemeester van Dadizele, schepen in Menen, afgevaardigde bij de Staten van Vlaanderen, en van Isabeau-Claire de Simpel. Hij trouwde met Theresia Govaert (1775-1847) en ze hadden negen kinderen, waarvan een talrijk nageslacht.
Holvoet deed zijn studies aan de universiteit van Leuven. In 1787 werd hij advocaat bij de Raad van Vlaanderen. In 1788 werd hij schepen van Kortrijk en kort daarop raadpensionaris in Oostende.
In 1802 werd hij lid van de prefectorale raad in het Leiedepartement. Vervolgens werd hij rapporteur bij de Raad van State (1810), directeur van de "Régie des Tabacs" (1811), prefect van het departement Jemappes (1812) en het Loiredepartement (1812).
In 1814 werd hij lid van de door de geallieerden opgerichte "Geheime Raad" voor België. Op 8 april 1815 werd hij benoemd tot commissaris van de koning voor de departementen Leie en Schelde. In september 1815 werd hij staatsraad en lid van de Grondwetscommissie.
Na zijn Tweede Kamerlidmaatschap van 1815 tot 1820 werd Holvoet gouverneur van Noord-Brabant en van 1822 tot 1826 van West-Vlaanderen. Van 1826 tot 1830 sloot hij zijn loopbaan af als lid van de Eerste Kamer.
Holvoet bleef als advocaat aan de balie van Brugge ingeschreven van 1786 tot 1789, van 1799 tot 1802 en van 1808 tot 1816.
In 1823 werd Holvoet door Willem I in de adelstand verheven.